# Züri Metzgete (femminile)
Lo Züri Metzgete, già Grand Prix de Suisse, era una corsa in linea di ciclismo su strada femminile svoltasi dal 1997 al 2009 nel territorio attorno a Zurigo, in Svizzera.

## Storia
La prima edizione della gara, vinta dalla svizzera Yvonne Schnorf-Wabel, venne disputata il 24 agosto 1997 come Grand Prix de Suisse. Dopo due anni di pausa la corsa venne nuovamente disputata nelle stagioni 2000, 2001 e 2002: all'epoca cadeva in settembre ed era l'ultima o la penultima delle gare inserite nel calendario annuale della Coppa del mondo. Dopo un'altra pausa, nel 2008 la corsa cambiò denominazione in Züri Metzgete e venne inclusa nel Calendario internazionale UCI; la successiva edizione 2009, non inclusa nel Calendario internazionale, fu l'ultima per la corsa zurighese.

## Albo d'oro
| Anno                 | Vincitrice           | Seconda              | Terza                |
| Grand Prix de Suisse | Grand Prix de Suisse | Grand Prix de Suisse | Grand Prix de Suisse |
| -------------------- | -------------------- | -------------------- | -------------------- |
| 1997                 | Yvonne Schnorf-Wabel | Chantal Daucourt     | Nicole Brändli       |
| 1998-99              | non disputato        | non disputato        | non disputato        |
| 2000                 | Pia Sundstedt        | Fabiana Luperini     | Mirjam Melchers      |
| 2001                 | Susanne Ljungskog    | Fabiana Luperini     | Edita Pučinskaitė    |
| 2002                 | Svetlana Bubnenkova  | Simona Parente       | Priska Doppmann      |
| 2003-07              | non disputato        | non disputato        | non disputato        |
| Züri Metzgete        |                      |                      |                      |
| 2008                 | Giorgia Bronzini     | Tatiana Guderzo      | Fabiana Luperini     |
| 2009                 | Jennifer Hohl        | Jessica Schneeberger | Monica Holler        |